# 22553 Yisun
22553 Yisun è un asteroide della fascia principale. Scoperto nel 1998, presenta un'orbita caratterizzata da un semiasse maggiore pari a 2,4059085 UA e da un'eccentricità di 0,1212299, inclinata di 5,62296° rispetto all'eclittica.